# Patto d'opzione
Il patto d'opzione nel Codice Civile Italiano è regolato dall'articolo 1331:
"Quando le parti convengono che una di esse rimanga vincolata alla propria dichiarazione e l'altra abbia facoltà di accettarla o meno, la dichiarazione della prima si considera quale proposta irrevocabile per gli effetti previsti dall'articolo 1329".
Il patto d'opzione rientra nella categoria dei negozi giuridici preparatori e mira a realizzare la cosiddetta formazione progressiva del contratto, ovvero quando il perfezionamento del vincolo giuridico non avviene per mezzo della semplice ed immediata congruenza di una dichiarazione di accettazione con quella di proposta, ma per effetto di una più complessa sequenza di atti, scaglionati nel tempo.
In pratica per mezzo del patto d'opzione le parti (concedente ed opzionario) si accordano affinché il concedente rimanga vincolato alla propria dichiarazione, mentre l'opzionario si riserva un lasso di tempo nel quale decidere se esercitare il proprio diritto d'opzione e concludere così il contratto ulteriore o finale.
L'istituto trova la sua applicazione tipica nella compravendita, con la stipulazione di opzioni di acquisto e opzioni di vendita.  Nell'opzione di acquisto il proprietario del bene (concedente) concede al potenziale acquirente (opzionario) il diritto di acquistarlo al prezzo concordato. Nell'opzione di vendita il potenziale acquirente (concedente) concede al proprietario del bene (opzionario) il diritto a venderlo al prezzo concordato. Normalmente le parti concordano che il diritto d'opzione sia esercitabile in un periodo di tempo determinato. Le opzioni di acquisto e di vendita sono comuni sia nelle compravendite immobiliari sia nelle compravendite mobiliari, dove sono conosciute anche come opzioni call e put. 
Il patto d'opzione può trovare applicazione anche in qualsiasi altro tipo contratto, dalle locazioni ai contratti atipici quali quelli relativi alle prestazioni sportive o dello spettacolo. 

## Natura contrattuale del patto d'opzione e differenze con l'istituto della proposta irrevocabile
L'opzione è il contratto che attribuisce ad una parte (opzionario) il diritto di costituire il rapporto contrattuale finale mediante una propria dichiarazione di volontà. Nella previsione normativa (art. 1331) la dichiarazione della parte vincolata (concedente) si considera quale proposta irrevocabile per quanto attiene all'inefficacia di un'eventuale revoca ed alla vincolante efficacia della stessa in caso di morte o sopravvenuta incapacità del dichiarante.
Il rinvio che l'art. 1331 fa all'art. 1329 non significa, tuttavia, che il patto d'opzione sia assimilabile alla proposta irrevocabile; la differenza strutturale tra i due istituti è netta poiché mentre la proposta irrevocabile è un atto unilaterale, l'opzione è un vero e proprio contratto.
La natura contrattuale dell'opzione ha risvolti per ciò che concerne la disciplina del termine: la proposta irrevocabile senza indicazione del termine di durata ha infatti la valenza di una proposta semplice (1424), al contrario se le parti non si accordano sul termine dell'opzione toccherà al giudice determinarne la durata secondo la regola generale valevole per i rapporti obbligatori contrattuali.
Al di fuori delle conseguenze strettamente legate alla sua natura contrattuale gli effetti dell'opzione tendono ad identificarsi con quelli dell'offerta irrevocabile.

## L'opzione gratuita
Colui il quale concede il diritto d'opzione assume, a seguito dell'istituto giuridico ex art. 1331 C.C., una posizione di soggezione rispetto al diritto soggettivo del favorito in ordine alla scelta di concludere il contratto definitivo o finale.
Di regola, accade che chi acquista l'opzione paghi al concedente un prezzo o corrispettivo in ragione del sacrificio che questi deve sopportare nel mantenere gli impegni assunti: in questi casi si parla di opzione a titolo oneroso, la quale, per la presenza della cosiddetta “causa onerosa” si distingue senza troppe difficoltà dalla proposta irrevocabile ex art. 1329 C.C..
Infatti, l'opzione a titolo oneroso differisce dalla mera clausola d'irrevocabilità della proposta proprio perché si appoggia ad una causa onerosa: in altri termini l'opzione è stata concessa dal concedente esclusivamente in cambio di un prezzo o corrispettivo idoneo a bilanciare la sua posizione con quella dell'opzionario; mentre nella proposta ferma il proponente non riceve mai alcun corrispettivo o altra utilità come contropartita al suo impegno a non revocare, ma rende immutabile la proposta per dare alla sua dichiarazione contrattuale un aspetto più serio e vincolante rispetto a quello che sarebbe derivato se avesse optato per una mera proposta semplice ex art. 1326 C.C..
Dall'opzione onerosa si distingue quella a titolo gratuito infatti, per la dottrina maggioritaria, l'opzione può indifferentemente essere onerosa o gratuita: si ritiene cioè che il patto d'opzione preveda normalmente un premio a favore del concedente, ma è ugualmente ammissibile un analogo vincolo in cui manchi il corrispettivo o altra attribuzione giustificativa della soggezione del promittente.
Anche l'opzione gratuita, al pari di quella onerosa e di ogni contratto, deve avere una giustificazione causale, cioè essere rivolta a realizzare interessi meritevoli di tutela secondo l'ordinamento giuridico: ne deriva che l'istituto sarà lecito e produttivo di effetti solo se risponde ad un interesse meritevole di tutela del concedente, in quanto l'oblato acquisisce un vantaggio senza alcun correlativo sacrificio. 
L'interesse meritevole di tutela potrà essere rinvenuto, ad esempio, nel fatto che l'opzione gratuita può agevolare la conclusione di altri contratti ovvero incidere in senso favorevole al concedente, sul contenuto di altri accordi, stipulati fra le medesime parti oppure anche con soggetti terzi collegati in virtù di vincoli di parentela o di collaborazione.  
In questa prospettiva, l'interprete dovrà compiere un'analisi che non si arresti solamente al patto d'opzione in senso stretto, ma che si estenda all'intera operazione ed al suo contesto valutando tutte le finalità in essa comprese; per converso il concedente che debba predisporre il testo contrattuale di un'opzione gratuita dovrà avere particolare cura nel far sì che risulti dal contesto negoziale il suo interesse giuridicamente protetto, di modo da evitare qualsiasi dubbio circa l'invalidità dell'atto per mancanza di causa.